# آب‌دزدک بشکه‌ای
آب‌دزدک بشکه‌ای (نام علمی: Doliolum) نام یک سرده از رده سالپ‌سانان است.